# Studentenwohnheim Fritz-Löffler-Straße 16

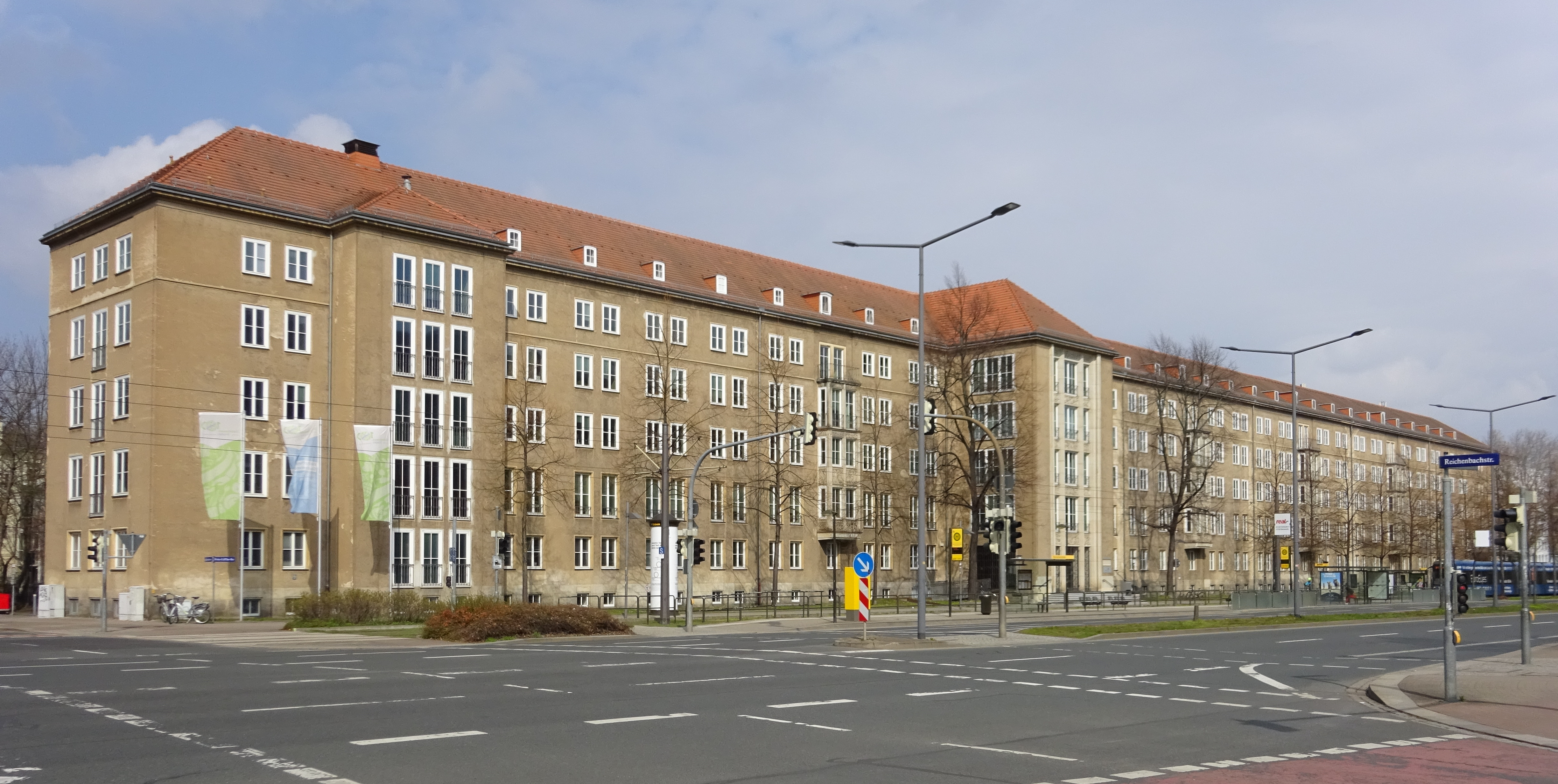
Studentenwohnheim, 2020

Das Studentenwohnheim Fritz-Löffler-Straße Nr. 16–18 (zum Bau noch Reichsstraße, später Juri-Gagarin-Straße)  in Dresden ist ein Wohnheim des Studentenwerks Dresden. Das frühere Studentenwohnheim Rainer Fetscher steht unter Denkmalschutz.

## Beschreibung
Das Gebäude wurde 1953/55 nach Entwürfen der Architekten Wolfgang Rauda als fünfgeschossiger Baukörper für 500 Studierende errichtet. Des Weiteren befand sich auch eine Ladeneinrichtung im Gebäudekomplex, der den „Auftakt der westlichen Magistralenbebauung“ bildete. Es ist ein langgestrecktes, in „traditioneller Bauweise“ Gebäude mit Walmdach, mit „stark gegliederten Sandstein-Putzfassaden mit Erkeranordnung an Dresdner Barocktradition“ errichtet worden. Von Reinhold Langner und Hermann Naumann gestaltete Sandsteinreliefs und Gemälde an den Supraporten von Wilhelm Lachnit schmücken zusätzlich den Bau. Die Beschreibung als Kulturdenkmal  benennt es „als eines der ersten Studentenwohnheime Dresdens nach dem Zweiten Weltkrieg historisch bedeutend, zudem gestalterisch markanter und qualitätvoller Bau der frühen DDR-Architektur.“
Heute beherbergt der Südflügel (Nr. 18) das Studentenwerk Dresden. Der Nordflügel (Nr. 16) fungiert weiterhin als Wohnheim für Studenten der Dresdner Hochschulen. Im Kellergeschoss befindet sich hier der Studentenclub GAG 18.

## Bilder

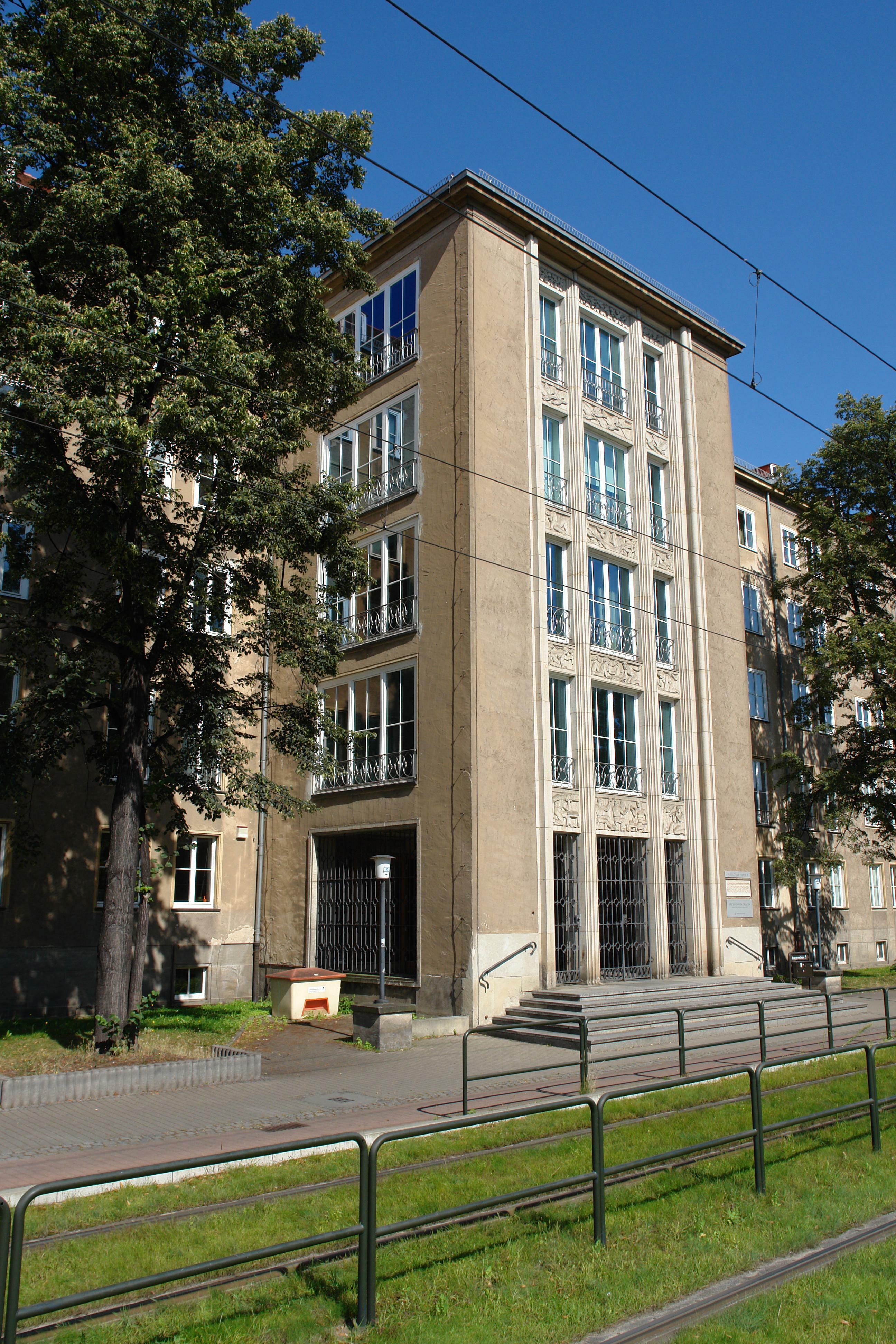
Studentenwerk 2008, Risalit mit Eingang
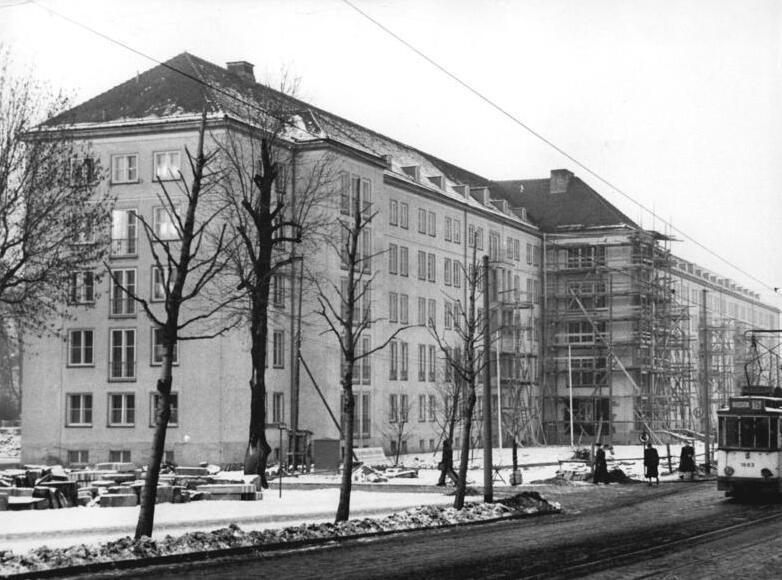
Studentenwohnheim im Bau, Januar 1955
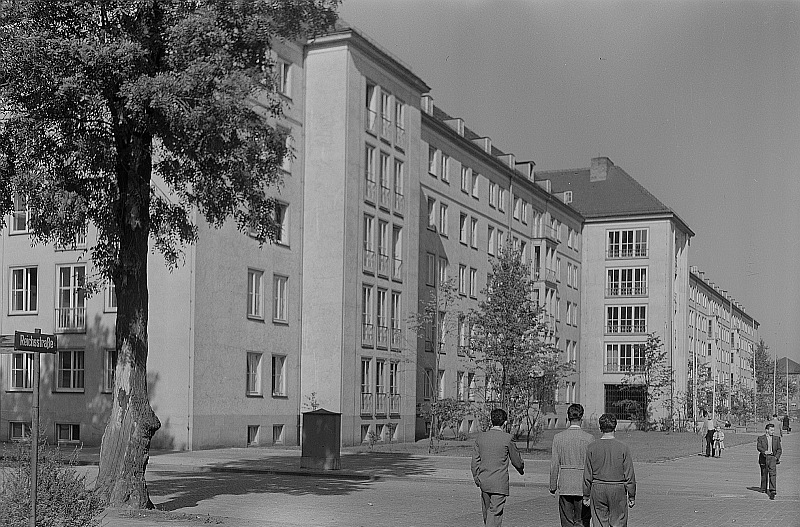
Straßenansicht des Südflügels
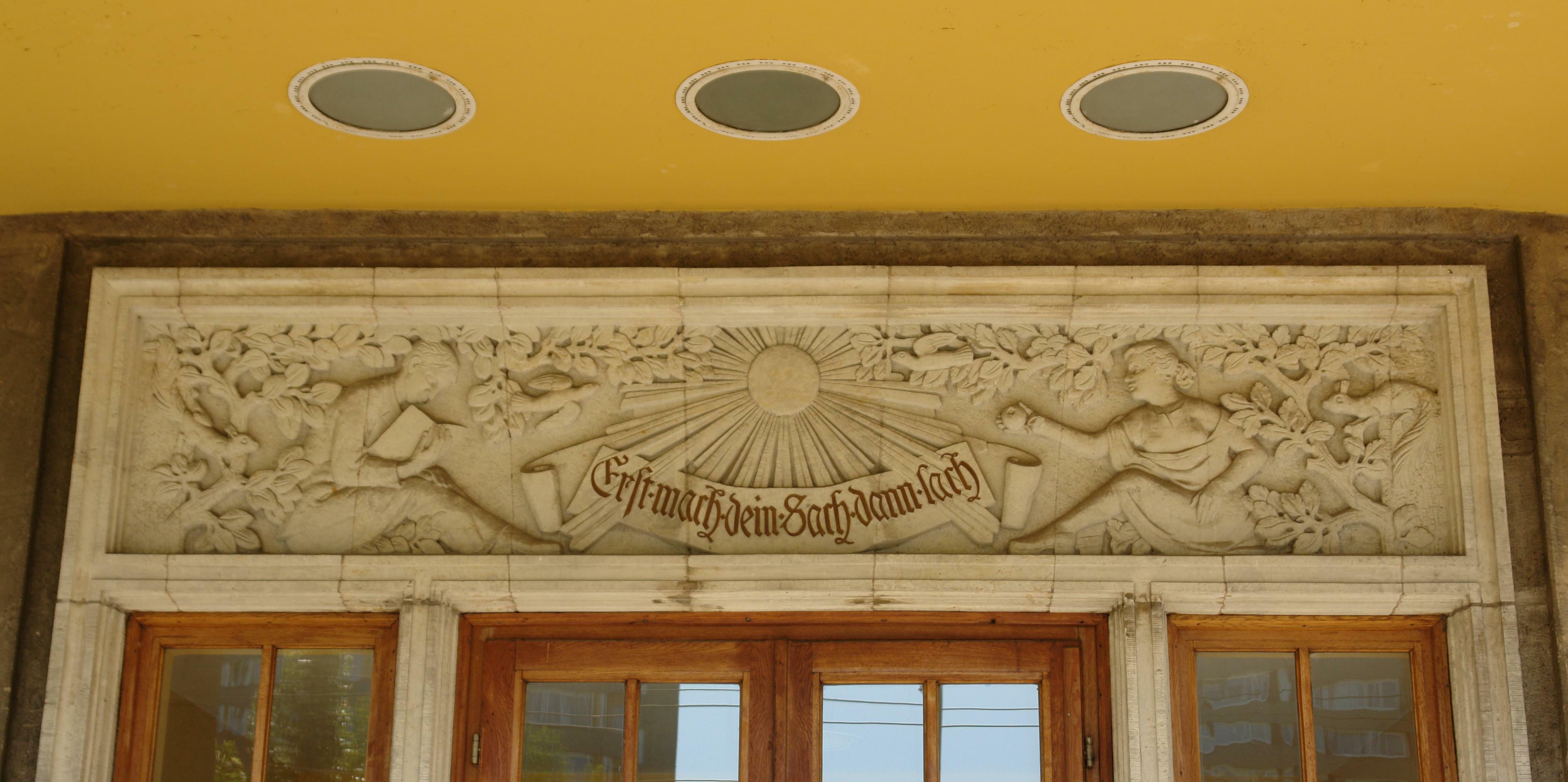
Sandsteinplastiken von Reinhold Langner über dem Wohnheimzugang
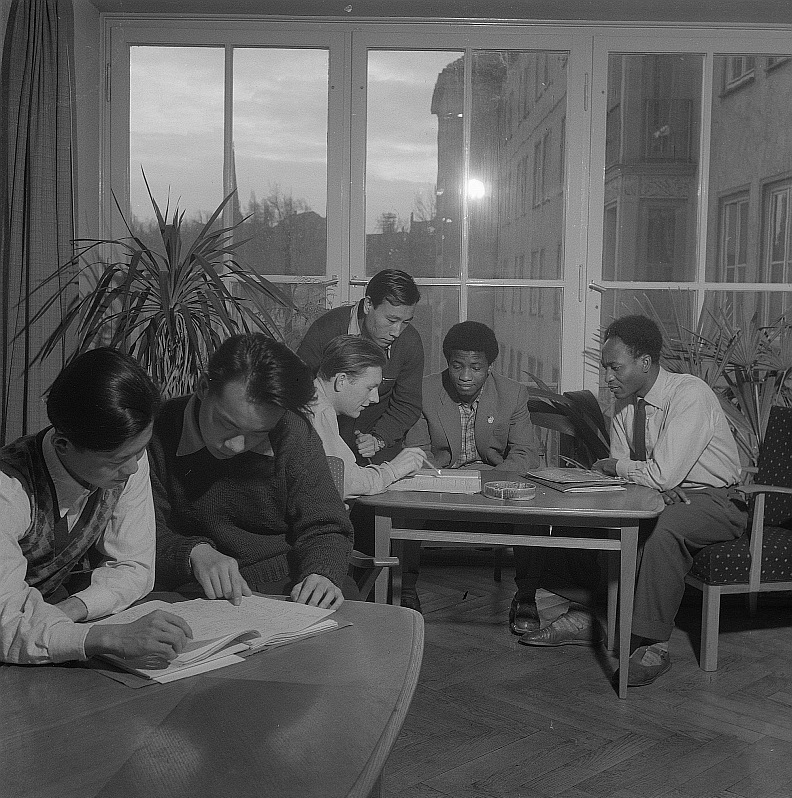
Gemeinschaftsraum im Risalit
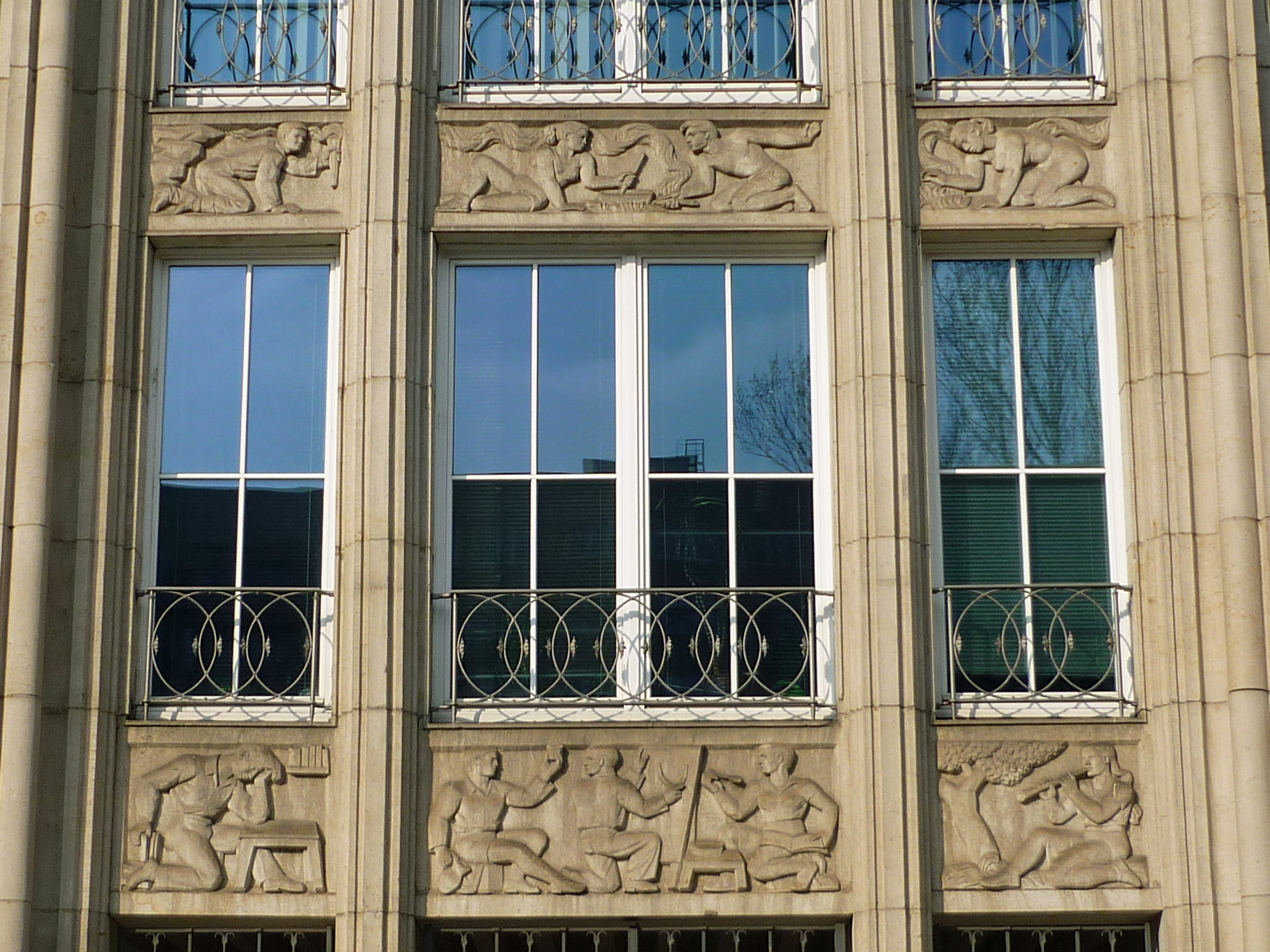
Reliefs von Walter Hempel